# Savva Kulisj
Savva Kulisj (russisk: Са́вва Я́ковлевич Кули́ш) (født 17. oktober 1936 i Odessa i Sovjetunionen, død 9. juni 2001 i Jaroslavl i Rusland) var en sovjetisk filminstruktør og manuskriptforfatter.

## Filmografi
- Mjortvyj sezon (Мёртвый сезон, 1968)[1][2]
- Vzljot (Взлёт)
- Tragedija v stile rok (Трагедия в стиле рок, 1988)